# Хауштайн, Уве Фритьоф
Уве Фритьоф Хауштайн (нем. Uwe-Frithjof Haustein; род. 20 февраля 1937, Дрезден) — немецкий дерматолог. Президент Саксонской академии наук (2005—2007).
Изучал медицину в Дрездене и Лейпциге, затем работал в медицинской клинике Йенского университета, где габилитировался с диссертацией «Физиология и патология местного фибринолиза здоровой и повреждённой кожи» (нем. Physiologie und Pathologie der lokalen Fibrinolyse gesunder und kranker Haut).
В 1970 г. занял должность заместителя директора дерматологической клиники в составе берлинской больницы Шарите. В 1975—2002 гг. директор дерматологической клиники в составе больницы Лейпцигского университета, с 1976 г. профессор дерматологии.
Исследования Хауштайна и работа лейпцигской клиники под его руководством в значительной степени были сосредоточены на аутоиммунных дерматологических заболеваниях. В частности, Хауштайн изучал склеродермию, доказывая, что она должна считаться профессиональным заболеванием рабочих каменоломен, поскольку её развитие провоцируется контактом с некоторыми минералами.
Действительный член Саксонской академии наук с 1988 г., в 2001—2004 гг. секретарь отделения математики и естественных наук.